# 迎新街街道 (太原市)
迎新街街道，是中华人民共和国山西省太原市尖草坪区下辖的一个乡镇级行政单位。

## 行政区划
迎新街街道下辖以下地区：
青楼社区、红楼社区、一零二社区、大同路社区、北固碾村、南固碾村和下兰村。